# Ėlen Šakirova
Ėlen Rafaėlovna Bunat'janc, coniugata Šakirova (in russo Элен Рафаэловна Бунатьянц-Шакирова?; Mary, 2 giugno 1970), è un'ex cestista russa, fino al 1991 sovietica, che ha rappresentato sia l'Unione Sovietica che la Russia a livello internazionale, ed è stata professionista nella WNBA.

## Carriera
Nella Coppa Ronchetti 1988-1989, ha realizzato 19 punti nella semifinale d'andata contro l'Enichem Priolo e 13 nella vittoriosa finale sulla Gemeaz Milano.
È stata selezionata dalle Houston Comets al primo giro del Draft WNBA 2000 (16ª scelta assoluta).
Con l'Unione Sovietica ha disputato i Campionati mondiali del 1990 e i Campionati europei del 1991.
Con la Squadra Unificata ha disputato i Giochi olimpici di Barcellona 1992.
Con la Russia ha disputato due edizioni dei Giochi olimpici (Atlanta 1996, Sydney 2000) e quattro Campionati europei (1993, 1995, 1999, 2005).

## Palmarès
- Coppa Ronchetti: 1

CSKA Mosca: 1988-89